# Евен Холт
Евен Холт (на норвежки: Even Holt) е норвежки лекар и писател на произведения в жанра трилър със сестра си, писателката Ане Холт.

## Биография и творчество
Евен Холт е роден на 31 януари 1963 г. в Тромсьо, Норвегия.
Завършва през 1985 г. специалност „строително инженерство“ в Норвежкия технически колеж. През 1991 г. получава магистърска степен по медицина от университета в Тромсьо. През 1999 г. получава докторска степен по медицина от Университетската болница в Осло. В периода 2007 – 2012 г. работи като главен лекар и консултант в отделението по сърдечно-съдова медицина в болницата „Аскер и Бюрум“. След това работи като частен практикуващ сърдечен специалист към клиниката „Moloklinikken“ във Форнебу.
Първият му роман „Мъждене“ от поредицата „Сара Цукерман“ е издаден през 2010 г. в съавторство с Ане Холт. Чрез главната героиня, кардиоложката Сара Цукерман в университетска норвежка клиника, е представен вечния конфликт – най-доброто за пациентите срещу печалбите на производителите, лекарите срещу интересите на индустрията, истината за лечението срещу лъжата и укриването на фактите.
Евен Холт живее със семейството си в Осло.

## Произведения

### Серия „Сара Цукерман“ (Sara Zuckerman)
1. Flimmer (2010) – с Ане Холт
Мъждене, изд.: ИК „Емас“, София (2015), прев. Ева Кънева
2. Sudden death (2014) – с Ане Холт
Внезапна смърт, изд.: ИК „Емас“, София (2018), прев. Калина Тодорова